# Almirantazgo de San Petersburgo
El Almirantazgo de San Petersburgo, construido entre 1806 y 1823, fue la sede de la Escuela de Almirantes Imperiales Rusos. Está situado en el extremo occidental de la avenida Nevski, es uno de los monumentos más famosos de la ciudad.

## Historia
El edificio actual fue reconstruido en el siglo XIX para dar apoyo a las ambiciones marítimas del zar. El diseño original era un astillero fortificado que fue rodeado después por cuatro bastiones y además protegido por un foso. Pedro I de Rusia mostró un fuerte interés en la construcción naval y alguno de sus diseños se incluyó en los barcos que se construyeron en el edificio para la flota del Báltico.
El estilo Imperio del edificio, visible hoy en día, fue realizado por Andreián Zajárov, diseñado entre 1806 y 1823. Situado en el extremo occidental de la avenida Nevski, con una aguja dorada rematada por una veleta de oro en forma de pequeño barco (кораблик, koráblik), es uno de los monumentos más notables de la ciudad. La torre es el punto focal de las tres principales calles más antiguas de San Petersburgo: la avenida Nevski, la calle Gorójovaia y la avenida Voznesenski, lo que subraya la importancia que Pedro I de Rusia daba a la Marina. El edificio se encuentra enfrente del Palacio Lobánov-Rostovski.
Vladímir Nabókov, famoso escritor y nativo de San Petersburgo, escribió una historia corta en mayo de 1933 titulada en inglés The Admiralty Spire ('La aguja del Almirantazgo'). Hace referencia también la novela L'agulla daurada ('La aguja dorada') de Montserrat Roig (1985), escrita a partir de una estancia en Leningrado y que testimonia el asedio que sufrió la ciudad por parte de los nazis.